# De Karel Doorman
De Karel Doorman is een woongebouw in de Nederlandse stad Rotterdam.  Het gebouw heeft het hoogste punt op 70,52 meter en telt 23 verdiepingen.
De constructie begon in 2007, maar was door een constructiefout met betrekking tot de vloeren en fundering stilgelegd. De bouw is in 2010 hervat en werd in 2012 opgeleverd. De naam van het project is veranderd van Linea Nova naar De Karel Doorman omdat er rond Linea Nova negatieve publiciteit was geweest. Karel Doorman (1889 – 1942) was een bekende Nederlandse zeevaarder uit de Tweede Wereldoorlog. Het gebouw bevat 104 appartementen en 150 parkeerplaatsen.

## Ontwerp
De toren is boven op het al bestaande Ter Meulengebouw gebouwd. Van dit gebouw zijn eerst twee bijgebouwde verdiepingen verwijderd, zodat deze hetzelfde werd als bij de oplevering in 1951. Daarna heeft men er drie extra verdiepingen op gebouwd, die dienen als parkeergarage voor de bewoners. Drie autoliften zorgen ervoor dat de auto's dit niveau bereiken.
De 104 woningen in het complex zijn verspreid over zeven aaneengesloten lagen en de twee aparte torens daarop. De westelijke toren bevat negen verdiepingen de oostelijke toren zeven. Tussen deze twee torens in, op het dak van de aaneengesloten verdiepingen, bevindt zich op 40 meter hoogte een daktuin. De woning zelf hebben een eigen entree op straatniveau. Via liften komt men bij de woningen. Deze woningen zijn allemaal bereikbaar vanaf een galerij.
De woningen zijn er in acht types. Ieder type telt zelf ook weer vier varianten. Ieder woning beschikt over een balkon, dat de gehele breedte van de woning bedekt.
In 2013 werd het ontwerp bekroond met de Beste Gebouw van het Jaar Publieksprijs.